# ان‌جی‌سی ۷۸۳۶
ان‌جی‌سی ۷۸۳۶ (انگلیسی: NGC 7836) یک کهکشان نامنظم یا مارپیچی است که در فاصله حدود ۲۶۰ میلیون سال نوری از زمین در صورت فلکی آندرومدا قرار دارد. این کهکشان در ۲۰ سپتامبر ۱۸۸۵ توسط ستاره شناس لوئیس سوئیفت کشف شد.